# Lewis and Clark Lake
Koordinaten: 42° 51′ 45″ N, 97° 29′ 30″ W
Der Lewis and Clark Lake ist ein Stausee im Grenzgebiet von Nebraska und South Dakota in den Vereinigten Staaten von Amerika. Der Missouri wird auf einer Länge von 40 Kilometern vom Gavins Point Dam aufgestaut, hat eine Fläche von 130 km² und ist bis zu 14 Meter tief. Benannt wurde der Stausee nach den berühmten amerikanischen Entdeckern Meriwether Lewis und William Clark.
Der Damm befindet sich in der Nähe von Yankton, South Dakota. Er wurde im Rahmen des Pick–Sloan-Programms ab 1952 vom U.S. Army Corps of Engineers errichtet und wird seit 1957 von diesem betrieben. Der Stausee überflutete Teile der Yankton Reservation und der Santee Sioux Reservation. Um das Bauprojekt durchzusetzen, enteignete der Army Corps die Yankton Sioux widerrechtlich und gegen eine geringe Entschädigungssumme, die nicht einmal ihre Umsiedlungskosten deckte. Jahre später wurden ihnen zusätzliche Entschädigungszahlung zugestanden.